# مانشستر (كونيتيكت)
مانتشستر (كونيتيكت) (بالإنجليزية: Manchester, Connecticut)‏ هي بلدة أمريكية تقع في الولايات المتحدة في كونيتيكت. يقدر عدد سكانها بـ 58,241 نسمة ومساحتها 71.7 كم2 ووترتفع عن سطح البحر (at Town Hall) متر.

## أعلام
- دانيال جيم بربانك
- داني هوفمان
- بوب برادي
- هنري مولاسون
- فرد فيش
- جيم هيكي
- جون تشيني
- دوغ بلير
- دانا وايت